# Mykola Tschupryna
Mykola Mykolaiowisch Tschupryna (ukrainisch Микола Миколайович Чуприна; russisch Николай Николаевич Чуприна/Nikolai Nikolajewitsch Tschuprina; * 4. Juni 1962 in Kiew) ist ein ehemaliger sowjetischer Ruderer, der nach 1992 für die Ukraine antrat.
Tschupryna gewann zusammen mit Juri Selikowitsch die Silbermedaille im Doppelzweier bei den Ruder-Weltmeisterschaften 1985. 1986 belegten die beiden den vierten Platz.
Seinen nächsten Auftritt bei Weltmeisterschaften hatte Tschupryna erst 1990, als er den Weltmeistertitel im Doppelvierer gewann. Bei den Ruder-Weltmeisterschaften 1991, dem letzten Auftritt der sowjetischen Rudernationalmannschaft, gewann die Crew mit drei Ukrainern und einem Weißrussen den einzigen und damit auch letzten Titel für die Sowjetunion. Bei den Olympischen Spielen 1992 trat der Doppelvierer in der Weltmeisterbesetzung der Jahre 1990 und 1991 für die GUS an, konnte sich aber nicht für das Finale qualifizieren und belegte in der Endabrechnung den siebten Platz.
Bei den Ruder-Weltmeisterschaften 1993 saß Tschupryna in einem neu zusammengestellten ukrainischen Doppelvierer und gewann die Silbermedaille hinter dem deutschen Boot. Bei den Ruder-Weltmeisterschaften 1994 erhielt der ukrainische Vierer erneut Silber, diesmal siegten die Italiener, während die deutschen den Bronzeplatz erreichten. Der ukrainische Vierer startete in der gleichen Besetzung wie 1993 und 1994 auch bei den Olympischen Spielen 1996 und belegte dort den siebten Platz, für Tschupryna war es die gleiche Platzierung wie vier Jahre zuvor.